# 段秀英
段秀英（1966年—），云南贡山人，独龙族，中华人民共和国政治人物、第十二届全国人民代表大会云南地区代表。
毕业于云南民族学院历史系历史学专业。2013年，担任全国人大代表。